# Martín Fernández de Enciso

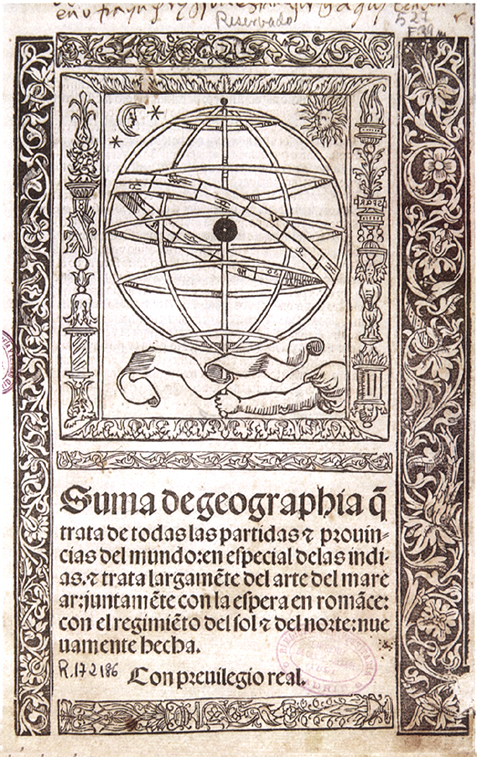
Suma de geographia

Martín Fernández de Enciso (* um 1470 in Sevilla; † um 1528 ebenda) war ein spanischer Geograph, Kartograph und Navigator.

## Leben
1508 lebte Martín Fernández de Enciso auf Hispaniola. 1510 folgte er Alonso de Ojeda, den Isthmus von Darién zu erobern. Auf der Guajira-Halbinsel, nahe dem heutigen Cabo de la Vela, gründeten sie ein Dorf namens Nuestra Señora Santa María de los Remedios del Cabo de la Vela. (Die Siedlung wurde 1544 aufgrund ständiger Angriffe von Einheimischen und Piraten zum heutigen Riohacha verlegt.) 1510 gründete er Santa María la Antigua del Darién. Zu seinen Mitstreitern zählte Vasco Núñez de Balboa. Kurz nach Gründung der Stadt Balboa gelang es diesem, eine Rebellion anzustiften und Enciso nach Spanien zu verbannen. 1514 ging er in Begleitung des neuen Generalkapitäns von Castilla de Oro („Goldkastilien“, womit die Karibikküste des heutigen Panama und die angrenzende Karibikküste des heutigen Kolumbien gemeint war), Pedrarias Dávila, wieder zurück.
Bald darauf reiste er zurück nach Spanien, wo er 1519 seine Suma de Geographia que trata de todas las partidas y provincias del mundo, das erste Werk auf Spanisch über die Entdeckungen in der Neuen Welt, veröffentlichte.
Am 24. August 1499 fuhren Amerigo Vespucci und Alonso de Ojeda durch eine Landenge in einen riesigen Brackwassersee, den sie Lago de Bartolomé nannten (der 24. August ist im katholischen Heiligenkalender das Fest des hl. Bartholomäus) – der heutige Maracaibo-See. Die Pfahlbauten der Ureinwohner erinnerten Vespucci an die Stadt Venedig (ital. Venezia), so dass er die Region Klein-Venedig (Venezuela) nannte.
Obwohl die Geschichte um Ojeda und Vespucci die populärste und akzeptierteste Version des Namensursprungs Venezuelas bleibt, verweisen einige Quellen auf Martín Fernández de Enciso. In Suma de Geographia que trata de todas las partidas y provincias del mundo beschreibt dieser ein indigenes Volk, das sich selbst als „Veneciuela“ bezeichnete. Dies lässt den Rückschluss zu, dass der Name „Venezuela“ sich hiervon ursprünglich ableiten lässt.

## Werke
- Suma de Geographia que trata de todas las partidas y provincias del mundo. Cromberger, Sevilla 1519 (Digitalisat).